# 义昌福
义昌福是江苏苏州的一家老字号餐馆。被称为苏州三大老菜馆之一。
义昌福由常州人张金生创于清光绪九年（1883年），最初在城内宫巷摆摊经营，至1908年在石路开出店铺，经营传统苏帮菜为主，因阊门外石路为往来交通要地，人流鼎盛。又义昌福二层店堂宽大、装修豪华，可同时供数百人用餐。加之菜式精细、烹调讲究，一时名声大噪，是为名店。1937年日军侵苏时毁于战火，一年后重建。1954年改公私合营。文革期间改名石路菜馆，1979年恢复原名。此后店面规模不断扩大，在经营餐馆的同时也兼营客房、娱乐服务。
2010年被中华人民共和国商务部评为“中华老字号”。
义昌福的特色菜式包括神仙童鸡、蟹粉鱼翅、鸡油菜心、青鱼甩水、鸡茸豆腐等数十个品种。
2001年企业转制，义昌福老店被拆除。转而以包子铺形式在苏州开出连锁加盟店。